# La vita degli uccelli
La vita degli uccelli (The Life of Birds) è una serie di documentari televisivi di argomento naturalistico della BBC scritta e presentata da David Attenborough, trasmessa per la prima volta nel Regno Unito dal 21 ottobre al 23 dicembre 1998.
La serie, che ha come oggetto lo studio dell'evoluzione e delle abitudini degli uccelli, è la terza delle monografie di Attenborough prodotte dopo la sua opera principale, la trilogia che ebbe inizio con La vita sulla Terra. Ognuno dei dieci episodi di 50 minuti descrive l'enorme varietà degli uccelli esistente al mondo alle prese con un aspetto diverso della loro esistenza quotidiana.
La serie venne prodotta in collaborazione con la BBC Worldwide Americas Inc. e la PBS, con produttore esecutivo Mike Salisbury e musiche composte da Ian Butcher e Steven Faux. Nel 1999 vinse un Peabody Award per la combinazione di «immagini spettacolari e scienza impeccabile».
Parte della serie di programmi Life di Attenborough, è preceduta da La vita segreta delle piante (1995) e seguita da La vita dei mammiferi (2002). Prima della trasmissione di quest'ultima serie, David Attenborough presentò State of the Planet (2000) e fu voce narrante di The Blue Planet (2001).

## Riprese
Come le precedenti produzioni di Attenborough, La vita degli uccelli comprende sequenze girate in molte località del globo. Per la sua produzione furono necessari tre anni di viaggi in 42 Paesi diversi. Lo stesso argomento era già stato affrontato in precedenza da Attenborough in La vita sulla Terra, nell'episodio intitolato «I signori dell'aria», ma ora il naturalista era libero di approfondirlo. Tuttavia, per sua stessa ammissione, nonostante fosse particolarmente affascinato da una famiglia, quella degli uccelli del paradiso, Attenborough non era esperto in ornitologia. Tuttavia, l'idea di un'intera serie dedicata a queste creature lo eccitava, poiché sarebbe stato in grado non solo di comunicare le sue scoperte al pubblico, ma anche di approfondire la propria conoscenza.
Fin dall'inizio, il team di produzione stabilì che i richiami e i canti degli uccelli filmati non sarebbero stati aggiunti successivamente alle riprese, ma sarebbereo stati registrati simultaneamente. A tal fine, venne prestata una particolare cura a non includere «rumori di fondo» artificiali prodotti da auto o aerei. Per una ripresa in particolare, quella del coro all'alba in Gran Bretagna, fu importante che il movimento del becco e l'aria calda espulsa dalla bocca fossero sincroni con il canto di accompagnamento.
Un trucco usato per attirare alcuni animali vicino alla telecamera fu quello di riprodurre una registrazione del richiamo della stessa specie nella speranza che la creatura in questione non solo rispondesse, ma indagasse anche sulla sua origine. La tecnica è stata impiegata soprattutto nell'episodio «Segnali e canti», grazie alla quale Attenborough riuscì a incoraggiare un uccello lira superbo - uno dei migliori imitatori della natura - a esibirsi al momento giusto. Nonostante alcuni colpi di fortuna, la produzione della serie non fu esente da incidenti: durante le riprese dell'episodio «La ricerca del partner» Attenborough venne inseguito da un gallo cedrone, che continuò a caricare anche quando il presentatore cadde a terra.
Una tecnica che era già stata utilizzata precedentemente per Il pianeta vivente fu usata nuovamente per riprendere le oche selvatiche in volo: le paperette appena uscite dall'uovo furono imprintate con una «madre» umana e, una volta raggiunta l'età adulta, poterono essere filmate in volo affiancate da un'auto scoperta. L'animazione digitale è stata utilizzata nel primo episodio per mostrare alcune specie estinte, come l'uccello del terrore e il moa.
La produzione venne interrotta improvvisamente durante un viaggio in Nuova Zelanda, nel 1997, quando la moglie di Attenborough, Jane, morì:

## Episodi
(Introduzione della narrazione di David Attenborough)

### 1. «Volare o non volare?» (To Fly or Not to Fly?)

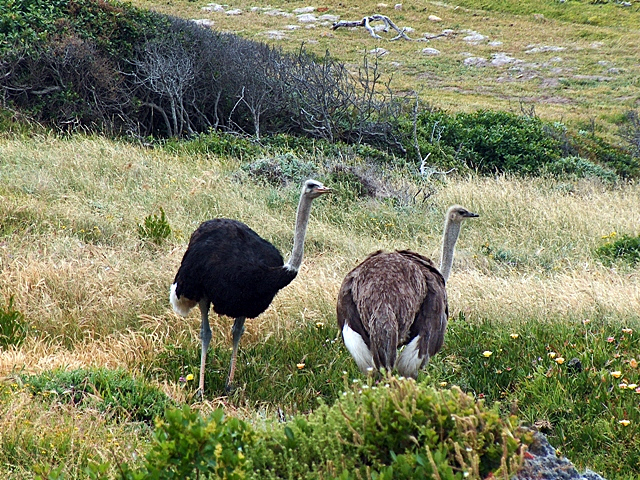
Lo struzzo (Struthio camelus), l'uccello più grande del mondo, non è in grado di volare a causa delle sue grosse dimensioni.

Trasmesso il 21 ottobre 1998, il primo episodio mostra come gli uccelli hanno iniziato a volare in cielo sulla scia degli insetti. Le scene iniziali sono state girate in Messico, dove Attenborough osserva dei pipistrelli superati in abilità e catturati da una poiana codarossa. Gli pterosauri furono i predecessori degli uccelli, circa 150 milioni di anni dopo che le libellule avevano sviluppato le prime tecniche di volo, ma alla fine anch'essi si estinsero assieme ai dinosauri. Gli uccelli si erano già evoluti a partire dalle prime forme come Archaeopteryx, la prima creatura a possedere delle penne. La sua linea evolutiva si può far risalire ai rettili, mentre alcune specie attuali, come il drago volante, possono mostrare le tappe che questa evoluzione potrebbe aver attraversato. Uno dei più grossi uccelli mai esistiti è stato l'uccello del terrore, che prosperò dopo la scomparsa dei dinosauri e poteva raggiungere i 2,5 m di altezza. Lo struzzo, invece, pur non essendo un suo parente stretto, è il più grande e pesante tra gli uccelli attuali. Probabilmente la maggior parte degli uccelli cercò rifugio in aria per sfuggire ai predatori, proprio come i loro cugini incapaci di volare si sono evoluti dove i nemici erano pochi. Di conseguenza, è più probabile che questi animali vivano su certe isole, e Attenborough visita la Nuova Zelanda per osservare alcuni rappresentanti della sua grande biodiversità, in particolare il kiwi. Viene introdotto anche il moa, un'altra enorme creatura ormai scomparsa. Il takahē è un uccello estremamente raro, e in alto sulle montagne della Nuova Zelanda Attenborough ne scopre un esemplare appartenente ad una popolazione di appena 40 coppie. Infine, un'altra specie sulle soglie dell'estinzione è il kakapo, di cui a un certo punto ne rimanevano soltanto 61 individui. Il maschio ripreso lascia udire il suo richiamo - una nota profonda straordinariamente amplificata che può essere udita anche a grande distanza dal suo nido.

### 2. «I padroni del cielo» (The Mastery of Flight)
Trasmesso il 28 ottobre 1998, il secondo programma prende in esame la meccanica del volo. Alzarsi in volo è di gran lunga la più estenuante tra le attività di un uccello, e Attenborough osserva alcune berte in Giappone che si arrampicano sugli alberi per raggiungere un miglior punto da cui decollare. L'albatro è così grande che può solo decollare dopo una rincorsa per creare un flusso d'aria sopra le sue ali. Una combinazione di aerodinamica e correnti ascensionali (o termiche), assieme all'atto di sbattere le ali o planare, è ciò che tiene un uccello in volo. L'atterraggio richiede meno energia ma un maggior grado di abilità, in particolare per un grande uccello come un cigno. Il peso è ridotto al minimo, grazie al fatto di possedere un becco fatto di cheratina invece che di osso, una struttura leggera e un rivestimento di piume del quale gli uccelli si prendono continuamente cura. Il falco pellegrino detiene il primato di velocità in volo, potendo gettarsi in picchiata a oltre 300 km/h. Viceversa, il barbagianni deve il suo successo predatorio al fatto di volare lentamente, mentre il gheppio individua la preda restando sospeso a mezz'aria. Tuttavia, i veri specialisti in questo senso sono i colibrì, le cui ali battono al ritmo di 25 volte al secondo. A questo punto vengono esaminate le abitudini degli uccelli migratori. Dopo aver fatto scorta di cibo durante la breve estate nordica, queste specie intraprendono lunghi viaggi verso sud. Alcune, come l'oca delle nevi, viaggiano continuamente, usando sia le stelle che il sole per orientarsi. Al contrario, sparvieri e avvoltoi, che planano su correnti d'aria calda, sono costretti a fermarsi durante la notte.

### 3. «A tavola con gli uccelli» (The Insatiable Appetite)
Trasmessa il 4 novembre 1998, la puntata successiva si concentra sui bisogni alimentari e su come le diverse specie hanno evoluto becchi diversi per soddisfare le proprie necessità. Questi ultimi si presentano in una moltitudine di forme. Cinciarelle e cardellini hanno un becco simile a una pinzetta, con cui estrarre semi, mentre il becco del frosone, simile a un rasoio, può frantumare anche il nocciolo di una ciliegia. Tuttavia, il crociere è l'unico fringillide che può piegare le mandibole in direzioni opposte. Le ghiandaie immagazzinano ghiande per l'inverno seppellendole nel terreno, mentre i picchi possono conservarne fino a 60.000 in un tronco d'albero. Anche la linfa è un alimento appetibile, e gli uccelli mettono in atto modi diversi per raccoglierla. L'hoazin è l'unico rappresentante del mondo degli uccelli specializzatosi in una dieta di sole foglie, e di conseguenza ha un sistema digerente più simile a quello dei bovini. Le piante reclutano gli uccelli per essere aiutate nell'impollinazione e offrono il nettare come ricompensa. I colibrì si nutrono quasi esclusivamente di quest'ultimo, e il colibrì becco a spada è l'uccello che possiede il becco più lungo rispetto alle dimensioni del corpo. Anche gli insetti sono molto apprezzati, e i fringuelli delle Galápagos hanno dimostrato di possedere un po' di ingegno, in quanto non si limitano a scovarli rimuovendo pezzi di corteccia, ma usano anche «strumenti» per raggiungere la preda. I corvi sono considerati tra gli uccelli più intelligenti e un esemplare viene mostrato mentre usa un ramoscello per infilzare una larva in un tronco caduto. Il pettirosso è un opportunista, e Attenborough, dopo aver smosso un po' di terra, ne osserva uno giunto a raccogliere gli animaletti che sono affiorati. In Sudamerica, un tiranno guardabuoi sta appollaiato su un capibara compiacente e usa tale punto di osservazione sopraelevato per localizzare gli insetti che fuggono in volo all'approssimarsi del suo compagno che pascola.

### 4. «I carnivori dei cieli» (Meat-eaters)

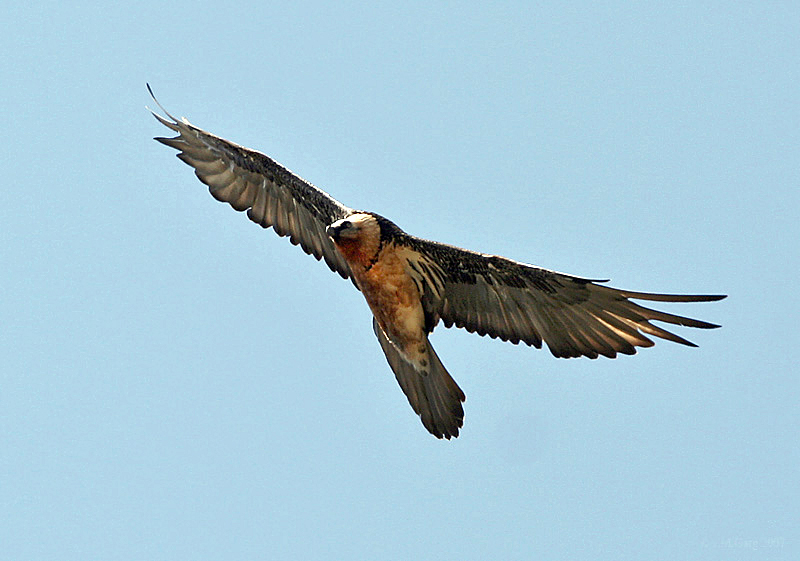
Il gipeto o avvoltoio barbuto (Gypaetus barbatus) si nutre soprattutto di midollo osseo, che ricava facendo cadere ossa da grandi altezze per frantumarle.

Trasmesso l'11 novembre 1998, questo episodio esamina quegli uccelli che ricavano sostentamento dalla carne e i loro metodi di caccia. In Nuova Zelanda, Attenborough osserva alcuni kea, pappagalli che non si nutrono esclusivamente di carne, fare irruzione nella tana di una berta per estrarre un pulcino. Tuttavia, gran parte della puntata è dedicata agli uccelli rapaci, quali gufi, poiane, aquile, falchi e avvoltoi. Per individuare e inseguire le loro prede, questi animali sono dotati di vista e udito molto acuti. Fanno eccezione gli avvoltoi, in quanto mangiano quello che altri animali hanno lasciato, e una volta trovata una carcassa si gettano su di essa in così gran numero da sommergerla quasi completamente. L'avvoltoio collorosso costituisce un rappresentante anomalo di questo gruppo di animali, in quanto è dotato anche di un senso dell'olfatto molto sviluppato. Le aquile difendono il loro territorio con vigore, e il filmato mostra una coppia di aquile di mare intente in una battaglia aerea. La poiana delle Galápagos caccia le iguane marine, ma può farlo solo quando le sue prede sono più vulnerabili, durante la stagione riproduttiva. Lo sparviero serpentario africano si è adattato nell'estrarre animali scavatori grazie ad un paio di zampe particolarmente lunghe e dotate di doppia articolazione. Al contrario, l'averla non è equipaggiata di becco e artigli affilati necessari per macellare le prede, così le smembra impalandole sulle spine delle acacie. Il gipeto si nutre di ossa, e le lascia cadere sulle rocce da grande altezza per frantumarle in pezzi facilmente ingeribili. Altre specie mostrate nel programma sono lo sparviero eurasiatico, l'astore e il falco pellegrino.

### 5. «Pescare per sopravvivere» (Fishing for a Living)
Trasmesso il 18 novembre 1998, questo nuovo episodio esamina gli abitanti di fiumi e oceani. Il merlo acquaiolo nuota completamente immerso alla ricerca di cibo, mentre il martin pescatore utilizza la tecnica dell'«arpione», lanciandosi sulla preda dal punto di osservazione. Tuttavia, l'aninga usa una combinazione di entrambi i metodi, inseguendo la preda sott'acqua prima di arpionarla col becco. Al contrario, la garzetta rossastra usa una specie di danza per stanare gli abitanti acquatici. I becco a cesoie hanno i rami del becco di dimensioni diverse: quello inferiore viene usato per solcare la superficie dell'acqua in cerca di piccoli pesci. Le anatre hanno sviluppato un intero assortimento di tecniche di pesca. Alcune si immergono, come il germano reale, mentre altre, dal profilo più idrodinamico, catturano la preda inseguendola sott'acqua, come lo smergo. I limicoli, che si sono specializzati nel nutrirsi sulle distese di fango durante la bassa marea, comprendono avocette, pittime, piro-piro e piovanelli tridattili. I pellicani si alimentano in gruppo, in quanto i loro becchi simili a sacche hanno maggior successo se usati collettivamente. Le sule pescano in oceano aperto e le immagini mostrano questi uccelli «bombardare» in massa dall'alto un banco di pesci. Attenborough visita l'isola di Lord Howe, al largo dell'Australia, e imitando il richiamo di vari uccelli invita un gruppo di curiosi petrelli di Solander - endemici dell'isola - a indagare la sorgente del suono. Dal momento che non vi sono umani nel loro habitat, sono una specie molto fiduciosa, come Attenborough stesso scopre quando un esemplare si appollaia sulla sua mano. In una zona apparentemente vuota dell'oceano, il presentatore riesce ad attirare un gran numero di uccelli marini nel giro di pochi secondi semplicemente versando dell'olio di pesce in acqua.

### 6. «Messaggi canori e visivi» (Signals and Songs)
Trasmessa il 25 novembre 1998, questa puntata descrive i modi di comunicare. Una colonia di cesene in Svezia dissuade un corvo dal saccheggiare un nido innalzando collettivamente un richiamo di allarme. Tuttavia, in un bosco inglese, tutte le specie cooperano per avvertirsi reciprocamente dell'avvicinarsi di un pericolo. Al contrario, viene mostrato un airone del sole che apre le ali mettendo in mostra il piumaggio per scoraggiare alcuni sparvieri male intenzionati. I membri della famiglia dei fringillidi sono un buon esempio di come il colore aiuti il riconoscimento tra le varie specie. Gli uccelli hanno un'ottima visione dei colori e le piume di molte specie reagiscono alla luce ultravioletta. Gli uccelli che vivono in stormi, come i passeri, hanno anche un «sistema di gerarchia» che determina l'anzianità. In Patagonia, Attenborough dimostra l'efficacia dei segnali sonori attirando un picchio di Magellano battendo su un albero. La natura stessa delle foreste pluviali tropicali fa sì che i loro occupanti tendano ad emettere richiami molto più forti delle specie presenti in altri habitat, e alcune di queste specie vengono mostrate. I sellarossa variano i loro richiami in modo che gli individui presenti in aree differenti possono essere facilmente identificati. I cori dell'alba costituiscono un mistero: c'è ancora molto da imparare sul perché così tanti uccelli diversi cantino insieme alla stessa ora del giorno. (Proclamare il possesso su un territorio o attirare dei partner sono due possibili spiegazioni.) Infine, Attenborough introduce l'uccello lira superbo come uno degli artisti più versatili: è un imitatore abilissimo, e in particolare l'esemplare qui mostrato è in grado di imitare non solo i richiami di altre specie, ma anche l'otturatore di una telecamera, l'allarme di un'auto e una motosega.

### 7. «L'arte della seduzione» (Finding Partners)

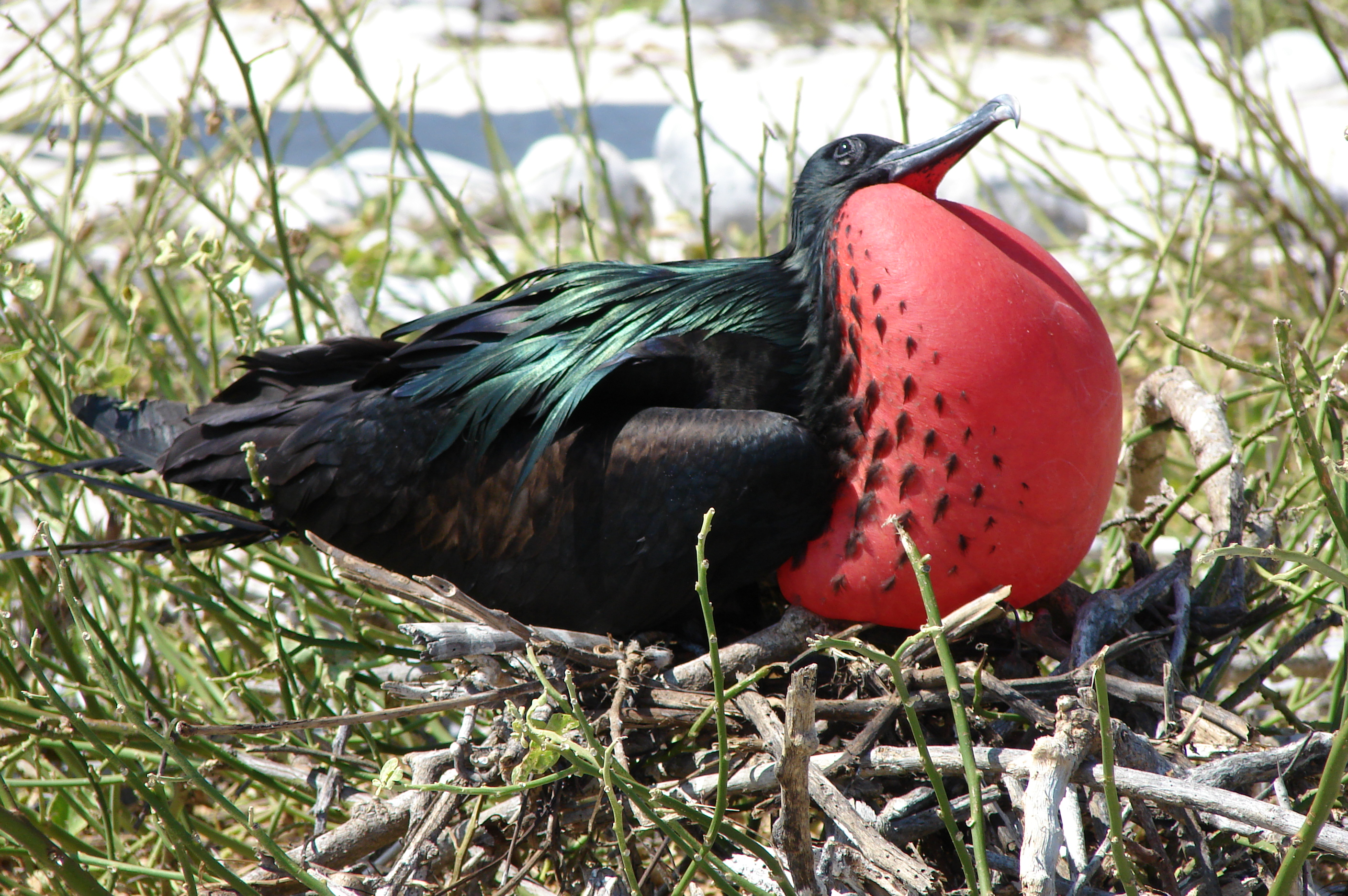
Un maschio di fregata maggiore (Fregata minor) sull'isola di Genovesa alle Galápagos.

Trasmesso il 2 dicembre 1998, questo programma parla dei rituali di accoppiamento. Se un uccello maschio è alla ricerca di una partner e ha un nido adatto, deve renderlo noto, attraverso il richiamo, una manifestazione visiva o entrambi. La fregata fornisce un buon esempio di manifestazione visiva, con la sua sacca gonfiabile sulla gola. Il corteggiamento del bucero, come quello di molte altre specie, prevede anche l'offerta di un dono alla compagna. Per alcune specie, anche la danza può essere una componente essenziale, e il filmato mostra degli svassi che eseguono un pas de deux. Al galletto di roccia, che balla da solo all'interno di un gruppo, si contrappone la performance di gruppo del manachino. Vengono mostrate anche le esibizioni del tragopano di Temminck, con il suo collo variopinto, del lofoforo dell'Himalaya dagli splendidi riflessi del piumaggio, nonché quelle del grande argo, dalla coda sproporzionatamente grande, e del pavone, dalla grande coda colorata. All'instaurarsi del legame di coppia, può fare seguito la reciproca pulizia del piumaggio. Dopo l'accoppiamento, le coppie in genere rimangono unite per provvedere insieme all'allevamento dei piccoli.
A tal proposito, il nandù e il falaropo hanno un comportamento insolito, in quanto in entrambe le specie è il maschio a dedicarsi alla cova delle uova. Alcune femmine giudicano un potenziale compagno in base alla sua abilità nel costruire un nido, e questo gioca una parte cospicua nel comportamento riproduttivo del tessitore. L'uccello giardiniere presenta una delle tecniche più elaborate per attrarre una compagna: una costruzione simile a una capanna, completata da una collezione di oggetti creata per impressionare. La competizione tra i maschi può essere feroce, e in Scozia Attenborough osserva due galli cedroni impegnati in una battaglia - dopo la quale uno dei due si lancia all'inseguimento del presentatore. Tra gli uccelli la poliandria non è molto diffusa, ma è ben illustrata dallo scricciolo azzurro superbo, dove la famiglia di un maschio può comprendere quasi sempre anche giovani di cui non è il padre.

### 8. «Proteggere le uova» (The Demands of the Egg)
Trasmesso il 9 dicembre 1998, questo episodio esplora le varie tecniche messe in atto dagli uccelli affinché i loro piccoli vengano messi al mondo. Attenborough inizia il suo viaggio su un'isola delle Seychelles, dove le sterne fuligginose, che finora hanno trascorso la propria esistenza in volo, scendono a terra per deporre le uova. Questo è di primaria importanza per gli uccelli, poiché le uova sono troppo pesanti per essere trasportate in volo per un considerevole lasso di tempo. È imperativo che i nidi siano tenuti il più lontano possibile dai predatori, e vengono mostrati vari luoghi piuttosto insoliti dove vengono costruiti, ad esempio dietro la cortina d'acqua delle cascate dell'Iguazú in Sudamerica (come fanno i rondoni), le falesie lungo la costa dell'Argentina predilette dai pappagalli, un formicaio occupato da un picchio e la cavità nel tronco di un albero in cui una femmina di bucero si chiude dopo aver sigillato l'entrata. Le uova hanno bisogno di calore, e alcuni nidi vengono isolati dalle piume dei rispettivi proprietari, altri da quelle rinvenute altrove. Le temperature esterne determinano il modo in cui le uova vengono covate. Il gufo delle nevi deve provvedere da solo alla cova, dato il clima rigido del suo habitat; il maleo, invece, è in grado di sfruttare il riscaldamento solare. Anche la quantità delle uova deposte è variabile: ad esempio, il kiwi ne depone solo uno, mentre la cinciarella ne depone molte. La loro superficie ricoperta di macchie serve a mimetizzarle. Tra gli uccelli che razziano le uova figurano tucani e gazze chiassose. Per scoraggiare i ladri viene impiegata tutta una serie di strategie, come mostra il becco a spino dal groppone giallo, che costruisce un falso nido in cima a quello vero, e il piviere, che distrae i predatori fingendosi ferito.

### 9. «Questioni di famiglia» (The Problems of Parenthood)
Trasmessa il 16 dicembre 1998, la penultima puntata si concentra sui modi in cui gli uccelli allevano la prole. Dopo aver covato con successo le uova, queste finalmente si schiudono - ma ora ha inizio la vera sfida: dare da mangiare ai piccoli. Gli zigoli di Lapponia e i merli acquaioli devono dedicare praticamente tutto il giorno all'alimentazione dei nidiacei. Il diamante della signora Gould ha un ulteriore problema, poiché il suo nido è situato nella buia cavità di un albero, e di conseguenza i suoi piccoli presentano dei segni evidenti all'interno della bocca che ne consentono l'identificazione. Ai piccoli svassi vengono fatte ingerire delle piume per proteggere lo stomaco dalle lische dei pesci. I pulcini di alcuni uccelli, tra cui folaghe e pellicani, si alimentano da soli, ma rischiano di morire di fame se non riescono a trovare cibo a sufficienza. Il cuculo comune inganna altre specie, costringendole ad allevare il suo pulcino, ma non è affatto il solo a farlo. Anche proteggere una famiglia costituisce una priorità, e le oche colombaccio nidificano nei pressi del nido di una coppia di gufi delle nevi in modo che garantiscano loro sicurezza dai predatori, ma non appena le uova si schiudono genitori e piccoli devono fuggire per evitare che questi ultimi si trasformino in un facile pasto per i vicini. Il milione circa di sterne fuligginose che nidifica alle Seychelles dimostra che la sicurezza sta nel numero, e le garzette predatrici che sostano nelle vicinanze hanno scarso successo quando cercano di catturare un piccolo. Il comportamento dei garruli arabi ricorda molto quello di un gruppo di scimmie: ogni azione che compiono è a vantaggio del gruppo nel suo insieme. Alla fine verrà il giorno in cui i piccoli impareranno a volare, e, ormai cresciuti, lasceranno il nido per costruirsi una propria famiglia.

### 10. «Tecniche di sopravvivenza» (The Limits of Endurance)

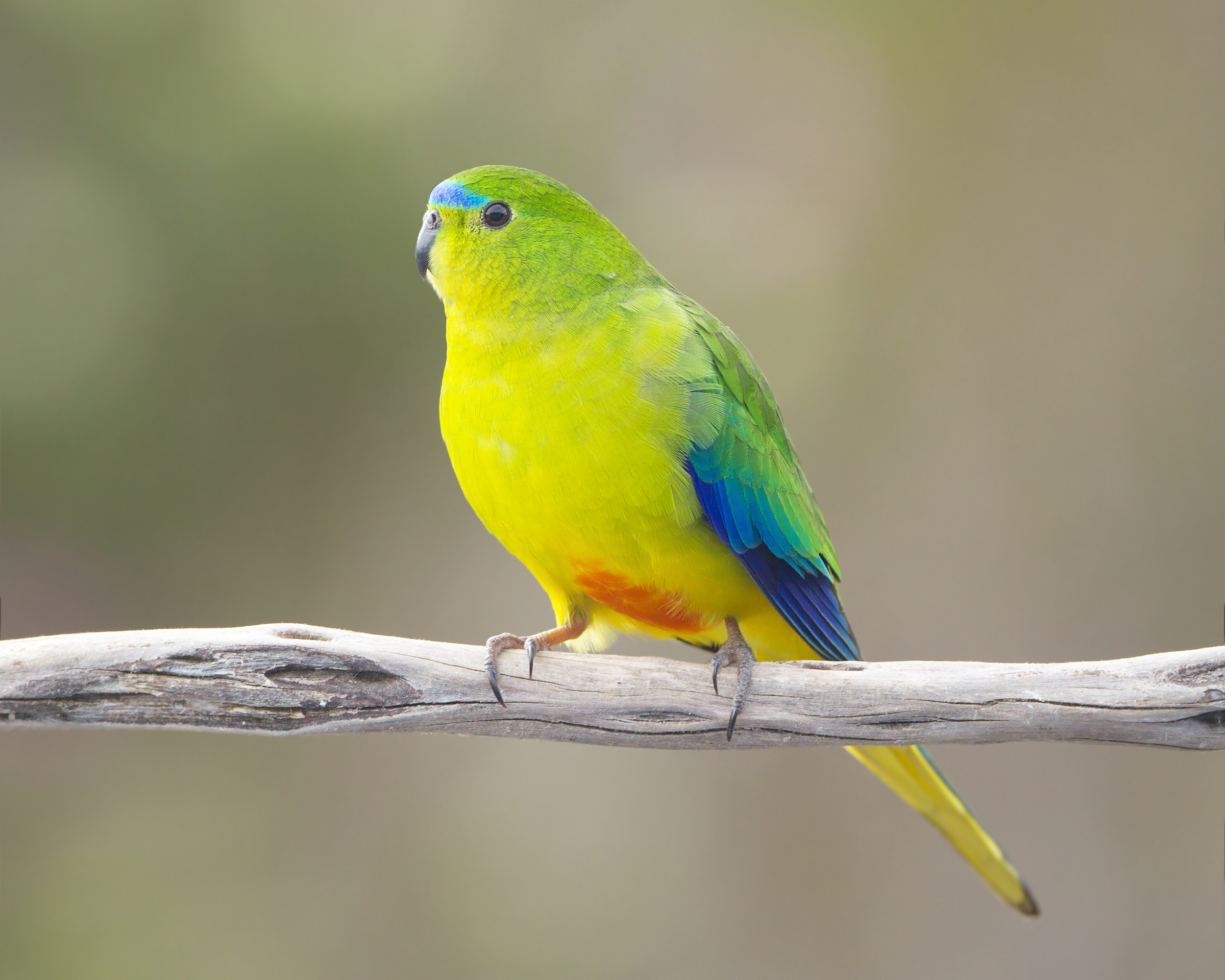
Il pappagallo panciarancio (Neophema chrysogaster) è una specie in pericolo critico.

Trasmessa il 23 dicembre 1998, l'ultima puntata indaga sulle sfide che gli uccelli devono superare per riuscire a sopravvivere. Il grandulo è una specie che si è adattata alla vita nel deserto: le piume del suo petto sono in grado di assorbire l'acqua, in modo che questa possa essere trasportata ai piccoli. Anche il droma nidifica nella sabbia, e scava finché non trova una temperatura confortevole per le uova. Gli uccelli che eleggono a propria dimora posti remoti possono riuscire a proliferare enormemente, come i fenicotteri di un lago di soda africano. Nel frattempo, durante l'inverno, è possibile trovare l'intera popolazione mondiale di edredone dagli occhiali in appena pochi assembramenti nelle acque del mar Glaciale Artico. La città è un habitat relativamente recente, ma molti uccelli si sono abituati a viverci, come gli urubù a San Paolo. In Giappone, i corvi hanno imparato a rompere le noci lasciandole cadere sui passaggi pedonali - e aspettando che il traffico si fermi prima di tornare a raccoglierle. In Nordamerica, le rondini purpuree sono divenute totalmente dipendenti dall'uomo per i siti di nidificazione. Attenborough evidenzia l'influenza dell'uomo sugli uccelli descrivendo la situazione di Guam, un'isola del Pacifico la cui popolazione di uccelli fu spazzata via in seguito all'introduzione accidentale dei serpenti arboricoli bruni durante gli anni '40. Esempi di specie cacciate fino all'estinzione sono l'huia, l'alca impenne e la più famosa di tutte, il dodo. Tuttavia, per la salvaguardia delle specie vengono portati avanti anche progetti di conservazione, come quelli per cercare di salvare il pappagallo panciarancio in Australia e il piccione rosa e il parrocchetto di Mauritius (entrambi endemici dell'isola di Mauritius).
(David Attenborough, in chiusura)

## DVD e libro
La serie è disponibile in Regno Unito per le regioni 2 e 4 in un cofanetto di tre DVD (BBCDVD1020, pubblicato il 4 dicembre 2000), facente parte della serie The Life Collection. Ogni episodio include filmati aggiuntivi, accessibili separatamente.
Il libro di accompagnamento, The Life of Birds di David Attenborough (ISBN 0-563-38792-0), è stato pubblicato dalla BBC Books il 24 settembre 1998.